# Plectromerus pinicola
Plectromerus pinicola là một loài bọ cánh cứng trong họ Cerambycidae.